# Variations et fugue sur un thème joyeux de Hiller
Les Variations sur un thème joyeux de Hiller pour orchestre opus 100 est un cycle orchestral de onze variations de Max Reger. Le thème utilisé est der Ãrndtekranz' (français : la couronne des moissons) de Johann Adam Hiller (1728-1804). L'ouvrage est créé en 1907 en Cologne sous la direction de l'auteur.

## Structure
1. Più andante
2. Allegretto con grazia
3. Vivace
4. Poco vivo
5. Andante sostenuto
6. Tempo di minuetto
7. Presto
8. Andante con moto
9. Allegro con spirito
10. Allegro appassionato
11. Andante con moto

- Durée d'exécution: trente deux minutes

## Instrumentation
- deux flûtes, deux hautbois, deux clarinettes, trois bassons (dont un contrebasson), quatre cors, deux trompettes, trois trombones, un tuba, trois timbales, harpe, cordes.